# Medizinische Chemie
Die medizinische Chemie ist ein interdisziplinäres wissenschaftliches Teilgebiet der Chemie, das sich mit der Entwicklung und Synthese von Arzneistoffen beschäftigt sowie molekularchemische Prinzipien der Arzneistoffwirkung analysiert und Quantitative Struktur-Wirkungs-Beziehungen aufstellt.
Die medizinische Chemie vereint dabei Aspekte der organischen Chemie mit Elementen der Computerchemie, der Pharmazie, Pharmakologie, Physiologie, Biochemie, physikalischen Chemie und chemischen Biologie.
Eine wichtige Fachzeitschrift der medizinischen Chemie ist das Journal of Medicinal Chemistry. Deren Impact Factor lag im Jahr 2013 bei 5,480. Nach der Statistik des ISI Web of Knowledge wird das Journal mit diesem Impact Factor in der Kategorie medizinische Chemie an dritter Stelle von 58 Zeitschriften geführt.